# Šedá ekonomika

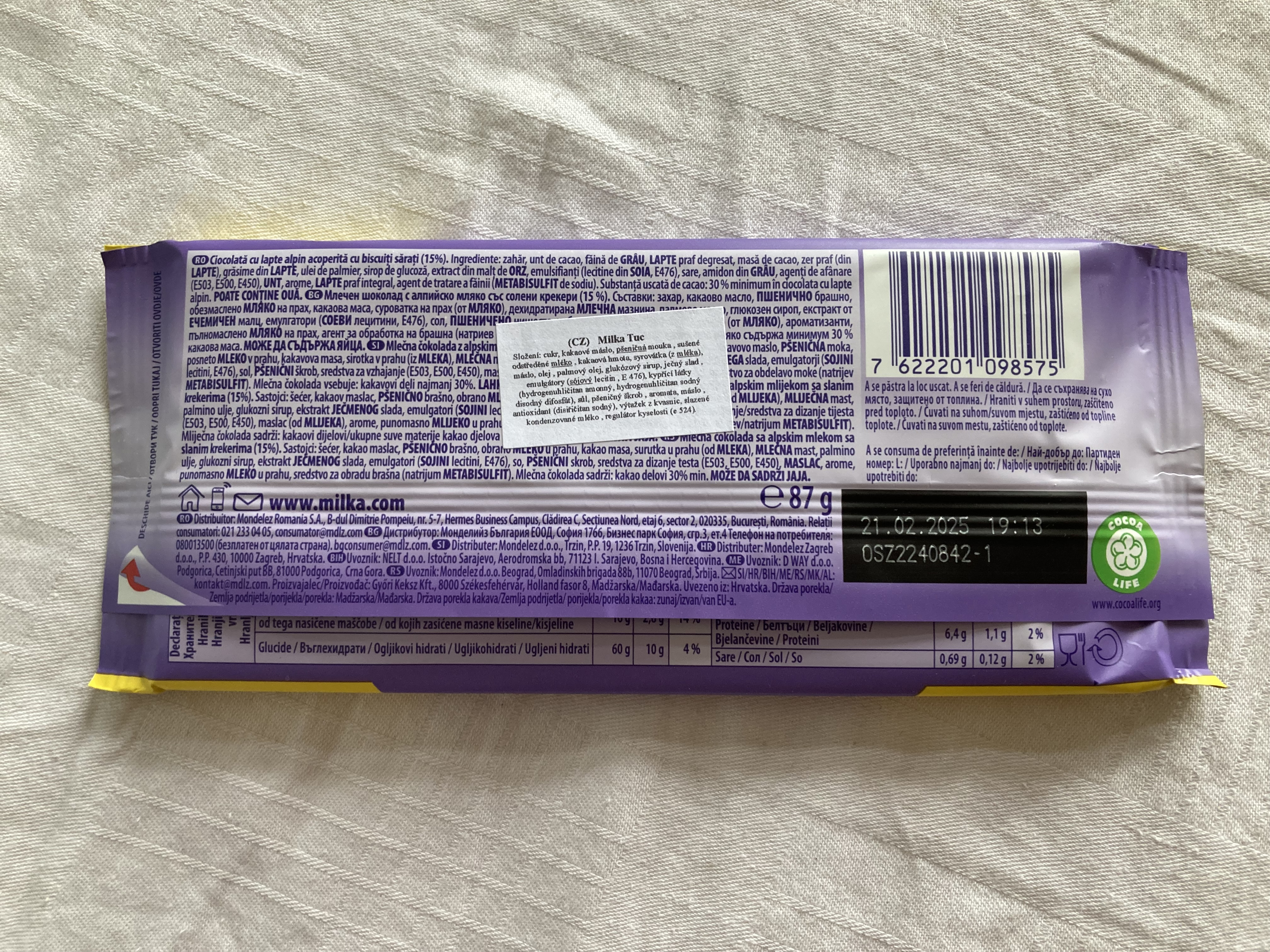
Příklad šedého dovozu - čokoláda byla určená pro jiné trhy, než pro ten Český (některé ze zemí původního určení byly státy Evropského hospodářského prostoru), ale jednoduše byla přivezena do ČR, a opatřena dodatečným lepíkem s informací o složení obsahu v češtině.

Pojem „šedá ekonomika“ se objevil poprvé po druhé světové válce, i když existence tohoto druhu ekonomiky je historicky doložena nejméně několik století. Intenzivní zájem odborníků o tento fenomén začal na počátku sedmdesátých let 20. století ve státech s tržní ekonomikou.
Je označována také jako neoficiální, stínová, neformální, skrytá, ale používá se také označení duální, paralelní, podzemní, druhá. V cizích jazycích: SRN Schattenwirtschaft, Francie economie souterraine, Itálie economia sommersa nebo occupazione occulta, v Nizozemí oficieuze circuit, grizje sector nebo schmerezone.
Do šedé ekonomiky se zahrnují jakékoliv ekonomické činnosti a vztahy, které porušují běžně užívané normy etické, společenské, morální a obchodní (např. korupce, praní špinavých peněz, daňové úniky, práce na černo). Tyto činnosti jsou většinou na hranici zákona, a proto jsou jen velmi těžko postižitelné. Obecně se dá říci, že šedá ekonomika zahrnuje takové činnosti, ze kterých plyne příjem a tento příjem není hlášen příslušnému úřadu, tzn. není zdaněn, je skryt.
Problematika šedé ekonomiky se řeší na národní i mezinárodní úrovni. Spolupráce mezi státy je u řešení tohoto problému nezbytná. Šedá ekonomika se dotýká prakticky všech států bez ohledu na jejich ekonomický systém a rozvojovou fázi. V jednotlivých zemích a různých fázích jejich sociálního a ekonomického rozvoje se šedá ekonomika projevuje různou silou a v různých rozměrech. Obecně platí, že v zemích s tržní ekonomikou je základní příčinou pro vznik šedé ekonomiky daňový systém, v zemích s centrálně plánovanou ekonomikou pak hluboká nerovnováha nabídky a poptávky na trhu.

## Motivace
Občané daného státu se mohou zapojit do šedé ekonomiky vědomě i nevědomě. Mezi nejčastější důvody patří:
- snaha vyhnout se placení daní (např. z příjmu, z přidané hodnoty, spotřební daně apod.)
- obcházení placení příspěvků na sociální pojištění
- obcházení předpisů o minimální mzdě, maximální délce pracovní doby či bezpečnostních nebo zdravotních standardů
- snaha zbavit se některých administrativních procedur, jako např. vyplňování statistických dotazníků a jiných hlášení (daňové přiznání)
- snaha dosáhnout svobodnější společnosti (agorismus)

## Gershunyho klasické rozdělení šedé ekonomiky
Gershuny rozděluje neformální ekonomiku do tří sektorů:
První sektor – rodinná ekonomika domácností, která je definována jako „aktivity bez finanční platby, které poskytují potřebné zboží a služby pro členy domácností.“
Druhý sektor – komunální ekonomika, definovaná jako "aktivity bez finanční platby pro společnost jako celek, nebo pro členy komunity, jiné než členy domácností."
Třetí sektor – podzemní ekonomika, kterou jsou míněny aktivity osob obsažené v oficiální ekonomice, ve vazbě na oficiální ekonomiku i mimo ni. Tyto aktivity však zůstávají skryté před úřady pro jejich nelegálnost (skrývají se před daněmi a ostatními nařízeními, zahrnují se sem i např. krádeže apod.)
Gershuny podzemní ekonomiku dále člení na:
- aktivity, které jsou vždy spojeny s formálním zaměstnáním a které zanechávají stopu jako náklady ve výrobě a ve státních účtech
- aktivity, které jsou méně propojeny s formální ekonomikou; jedná se o výrobu, která je nabízena formálnímu sektoru, ale jež netvoří její část (domácí pracovníci)
- produkce konečných výrobků a služeb přímo u spotřebitele.

Podle zprávy Evropské komise se používá následující členění neformální ekonomiky:
- daňový únik ze strany řádných pracovníků (hlavně samostatně výdělečně činných), podniků a řádně deklarovaných ekonomických transakcí
- aktivity a ekonomické transakce zakázané trestním právem vzhledem k jejich náplni (kriminální ekonomika)
- neplacené ekonomické aktivity vykonávané v domácnosti k jejímu prospěchu nebo k prospěchu domácností příbuzných nebo přátel, včetně každodenní domácí práce a mnoha různých činností směřujících ke splnění vlastních potřeb (tzv. subsistenční ekonomika)
- profesionální aktivity, vykonávané jako jediné nebo druhé zaměstnání, provozované pravidelně za účelem výdělku a pohybující se na hranici nebo vně povinností daných právním řádem, předpisy a smluvními závazky

## Klady šedé ekonomiky
- přináší podnikatelského ducha a nové nápady do ekonomiky a může přispívat k vyšší konkurenceschopnosti a efektivnosti tím, že usnadňuje vstup na trh a snižuje náklady[1]
- upozorňuje na chyby oficiální ekonomiky, mezery v zákonech, nevyhovující daňový systém, ale i nedostatečnou autoritu správních a bezpečnostních orgánů
- dokazuje, že občané daného státu jsou dostatečně podnikaví a jsou připraveni reagovat i na nevyhovující tržní podmínky
- určití autoři považují neformální ekonomiku za pilíř sociální stability v těžkých dobách, kdy ekonomika na hraně zákona umožňuje přežití řadě skupin obyvatelstva a tím přispívá k udržení sociálního klidu
- rozšířenost šedé ekonomiky svědčí o stabilitě, efektivnosti a důvěryhodnosti institucí, právního systému i systému celé společnosti
- růst v neformálním sektoru koreluje s růstem celé ekonomiky (peníze, které by jinak stát prohýřil na nesmyslné investice, špatně odvedené práce ajn., se mohou investovat do rozvoje firem v šedé ekonomice, navýší se zaměstnanost, plat a tím se státu ulehčí v nákladech na sociální zabezpečení a zajistí větší spotřeba takto zaměstnaných lidí o vyšších výdělcích a odvod daní z této spotřeby)[2]

## Zápory šedé ekonomiky
- šedá ekonomika podkopává účinné státní řízení ekonomiky, narušuje celistvost daňového systému a devizové hospodářství, protože nastává odliv prostředků z oficiální do neoficiální ekonomiky
- činnosti šedé ekonomiky neporušují pouze daňové předpisy, ale i další pravidla jako jsou pracovněprávní předpisy, pravidla pracovního trhu a bezpečnosti práce, ochrany životního prostředí atd., a tím přispívají k narušení vztahů v lidské společnosti a rovnováhy přírody
- šedá ekonomika může být jen ekonomikou přechodnou, neexistují v ní velké investice, které by zajistily dlouhodobý růst (nemožnost neformálních firem čerpat peníze tradiční (oficiální) cestou – nelze si vzít v bance úvěr)
- šedá ekonomika podporuje úplatkářství, jelikož subjekty, které chtějí zůstat skryté, jsou ochotny platit inspektorům (úředníkům) úplatky[1]
- větší rozšíření šedé ekonomiky v daném státě je spojeno s významnou ztrátou výkonnosti oficiální ekonomiky, plýtváním zdroji a poklesem národohospodářské produktivity
- šedá ekonomika se nedá dost dobře a účelně sledovat, zavádějící statistiky a nedostatek věrohodných informací pak způsobují dezinformovanost veřejnosti, zmenšuje se prostor pro provádění kvalifikované hospodářské politiky

## Faktory ovlivňující šedou ekonomiku

### Daňová zátěž
Podle mnoha studií je zátěž daní a odvodů na sociální pojištění a zdravotní pojištění nejdůležitější příčinou existence šedé ekonomiky. Placení daní a odvodů snižuje čistou mzdu zaměstnancům a zvyšuje náklady jejich zaměstnavatelů. Čím vyšší rozdíl mezi čistou a superhrubou mzdou, tím vyšší motivace zaměstnanců a zaměstnavatelů vyhýbat se placení daní a odvodů.  Podnikatelé v šedé ekonomice jsou schopni dosáhnout nižších nákladů, což značně zvyšuje jejich konkurenceschopnost. Důležitým faktorem je také okrajová sazba daně (tj. procento, které musí zaměstnanec nebo zaměstnavatel odvést do státního rozpočtu, z každé další vydělané koruny). Čím vyšší je, tím větší motivace pro zaměstnavatele hlásit pouze část příjmů.

### Intenzita regulací
Regulace snižují možnosti jednotlivých aktérů v ekonomice a zároveň zvyšují jejich náklady na činnost. To znamená, že vyšší množství regulací poskytuje aktérům v oficiální ekonomice větší motivaci přesunout své aktivity do šedé ekonomiky. Mezi typické příklady patří minimální mzda, omezení zaměstnávání migrantů, nutnost licencí k provozování určitých činností, hygienické, hlukové a jiné provozní normy, obchodní bariéry atp.

### Pracovní trh
Rozsah šedé ekonomiky je výrazně ovlivněn situací na trhu práce. Velká nezaměstnanost obvykle znamená procentuální nárůst lidí pracujících v šedé ekonomice. Dalším z faktorů, který ovlivňuje rozsah šedé ekonomiky jsou regulace, které omezují nebo zakazují práci určitým skupinám lidí. Například lidé v předčasném důchodu, lidé bez pracovního povolení nebo lidé, kteří jsou omezeni maximálním počtem hodin práce týdně, jinou možnost než práci v šedé ekonomice nemají.

### Migrace obyvatelstva
Tento aspekt ovlivňuje především ekonomiky zemí, do kterých směřují velké skupiny imigrantů (např. USA). Tito imigranti pocházejí většinou z méně vyspělých zemí s nízkou životní úrovní a jsou tak ochotni pracovat za méně než minimální mzdu, za horších pracovních podmínek a bez řádného sociálního a zdravotního zabezpečení. Tím tato velká skupina nenáročných pracovníků přispívá k růstu stínové ekonomiky.

### Sociální transfery
Systém, ve kterém jsou nezaměstnaným poskytovány sociální dávky a jiné benefity snižuje jejich motivaci hledat práci v oficiální ekonomice, protože práce v šedé ekonomice jim umožňuje si tyto benefity ponechat, což zvyšuje rozdíl mezi mzdami v oficiální ekonomice a šedé ekonomice. Do sociálních transferů řadíme sociální dávky, mateřské a rodičovské příspěvky, podpory v nezaměstnanosti, předčasné penze a jiné.

### Kvalita služeb poskytovaných veřejným sektorem a vymahatelnost práva
Firmy a jednotlivci setrvávají v oficiální ekonomice, pokud je to pro ně výhodné. Nedostatečná vymahatelnost práva týkající se především ochrany majetku, dodržování smluv aj. snižuje výhodnost setrvání v oficiální ekonomice a přispívá k nárůstu šedé ekonomiky. Špatně fungující soudnictví, policie či orgány státní správy – finanční úřady, celní správa, živnostenské úřady, úřady práce atp. snižují riziko odhalení, což snižuje náklady působení  v šedé ekonomice.

### Míra korupce a stupeň akceptace šedé ekonomiky
Studie zabývající se mírou korupce a rozsahem šedé ekonomiky ukázaly, že mezi těmito dvěma proměnnými existuje silná korelace. Vysoká míra korupce umožňuje firmám a jednotlivcům činným v šedé ekonomice získat ochranu před státními orgány nebo přístup k materiálům na výrobu zbraní či drog.
S mírou korupce se pojí stupeň akceptace aktivit v šedé ekonomice. Pokud jsou aktivity v šedé ekonomice mezi lidmi všeobecně uznávané, tak dochází ke snížení rizika odhalení a na aktéry v šedé ekonomice není kladen žádný morální nátlak v souvislosti s provozováním těchto aktivit. Příkladem může být Itálie, kde je vyhýbání se systému považováno za umění, nebo ČSSR, kde byly tyto činnosti běžnou praxí, a dokonce se objevovaly v populárních písních či filmech.

## Metody měření a odhadů šedé ekonomiky

### Přímé metody
Mezi přímé metody měření šedé ekonomiky lze zařadit metodu výběrových šetření a metodu sledování daňových úniků. Tyto metody však nejsou považovány za směrodatné a často se užívají jako doplňkové k metodám nepřímým. To je dáno především komplikacemi, které provází jejich sestavování, jako například ochota respondentů účastnit se výzkumu.

#### Metoda výběrových šetření
Principem této metody je průzkum přímo mezi obyvateli, jenž bývá zprostředkován detailními veřejnými dotazníky. Musí zde být kladen požadavek na kvalitní a propracovaný dotazník, jelikož špatně formulované otázky mohou znehodnotit celý průzkum. Hlavním pozitivem této metody je, že umožňuje zjišťovat velmi detailní informace o struktuře stínové ekonomiky a o všech možných aspektech a nuancích. Mezi nevýhody se řadí náročnost sestavení souboru otázek, které by obsáhly celou oblast šedé ekonomiky. Dalším problémem této metody často bývá neochota respondentů spolupracovat a pravdivě odpovídat na pokládané otázky. Pokud se někdo pohybuje v šedé ekonomice, většinou tuto skutečnost nebude chtít přiznat, nebo ji bude podhodnocovat. Z těchto důvodů nebývají získaná data příliš přesná a používají se tak především ke stanovení spodní hranice odhadů velikosti šedé ekonomiky.

#### Metoda sledování daňových úniků
Tato metoda spočívá v porovnání mezi oficiálně přiznaným a zdaněným příjmem a mezi celkovými příjmy, včetně těch nepřiznaných. Součet daňových úniků poté odráží rozsah aktivit šedé ekonomiky. Hlavní roli zde tak hrají finanční úřady, které tyto údaje získávají z prováděných daňových kontrol. Hlavní nevýhodou této metody je odkázanost na úspěšnost úřadů při odhalování daňových úniků. Další nevýhodou je neschopnost kvantifikace šedé ekonomiky, jelikož se zaměřuje pouze na její dílčí část. Dále lze předpokládat, že se ve společnosti pohybují i subjekty, které se podílí na daňových únicích, ale nejsou registrovány u žádného správce daní, tedy podnikají na černo. I přes tyto negativa se však metoda sledování daňových úniků považuje za poměrně přesnou.

### Nepřímé metody
Na rozdíl od metod přímých, které jsou spíše mikroekonomického charakteru, nepřímé metody měření šedé ekonomiky se zaměřují na makroekonomické ukazatele, kteří vypovídají o vývoji ekonomiky na národní úrovni a z nichž lze tedy i lépe vyčíst vývoj šedé ekonomiky. Nejčastěji se rozlišuje pět níže uvedených metod, přičemž každá z nich má mnoho variant.

#### Metody rozporů
Metody rozporů se pracují s hypotézou, že všechny příjmy vygenerované šedou ekonomikou budou jednou využity v oficiální ekonomice. Tyto metody nejčastěji sledují rozdíly mezi příjmy a výdaji buď na národohospodářské úrovni prostřednictvím analýzy národních účtů nebo na základě průzkumu rodinných rozpočtů. Zjištěné rozdíly jsou měřítkem šedé ekonomiky. Problémem tohoto přístupu je předpoklad, že neregistrované příjmy jsou po nějaké časové době využity v oficiální ekonomice. Tento předpoklad je problematický, protože neuvažuje možnost opětovného využití těchto pří v šedé ekonomice nebo využití oficiálních příjmů v šedé ekonomice. Navíc tento postup postihuje pouze příjem, což je jen jeden z aspektů šedé ekonomiky. 

#### Monetární metody
Monetární metody dnes patří k nejvyužívanějším metodám měření šedé ekonomiky ve vyspělých zemích.  Většina těchto metod předpokládá, že výkyvy v chování monetárních proměnných jsou způsobeny šedou ekonomikou, protože se předpokládá, že v neoficiální ekonomice převládají platby pomocí hotovosti. Jestliže se tedy zvýší objem hotových peněz v určitém časovém úseku nad normálně pozorovanou hodnotu, pak to ukazuje na existenci šedé ekonomiky. Tyto metody k měření šedé ekonomiky využívali ve svých pracích mj. Peter Gutmann, Edgar Feige nebo Vito Tanzi.

#### Metody trhu práce
Metody trhu práce se zaobírají pouze jednou součástí šedé ekonomiky a to prací na černo. Tyto metody především měří rozdíl mezi skutečnými a oficiálními aktivitami na trhu práce a pracují s předpokladem, že míra ekonomických aktivit je konstantní, což znamená, že každá změna na v účasti na oficiálním trhu indikuje změnu v rozsahu šedé ekonomiky. Hlavním problémem těchto metod je, že změna v rozsahu oficiálních aktivit je ovlivněna více faktory než pouze rozsahem šedé ekonomiky.

#### Metody fyzických vstupů
Tyto metody jsou založeny na předpokladu, že existuje vztah mezi fyzickými vstupy, tj. například spotřeba elektrické energie, plynu, uhlí atp., a HDP.  Pokud je nárůst využití fyzických vstupů vyšší než růst HDP, pak se předpokládá, že je za tento rozdíl odpovědná šedá ekonomika.  Mezi nejznámější patří Kaufmann-Kaliberdova metoda nebo Lackové metoda.

#### Kaufmann-Kaliberdova metoda (metoda spotřeby elektřiny)
Tato metoda pracuje s předpokladem, že spotřeba elektřiny je nejlepším indikátorem celkové ekonomické aktivity a že elasticita spotřeby elektřiny vzhledem k celkovému HDP je blízká 1. To umožňuje využít spotřebu elektrické energie k měření skutečné ekonomické aktivity.  Odečtením HDP od této hodnoty získáme odhad velikosti šedé ekonomiky.
Kaufmann-Kaliberdova metoda je dnes považována za zastaralou metodu, která se nehodí k měření šedé ekonomiky v rozvinutých ekonomikách, z několika důvodů:
- Část šedé ekonomiky nepotřebuje ke svému fungování významné množství elektrické energie.
- Efektivnější využití a produkce elektrické energie snižuje elasticitu spotřeby elektřiny k celkovému HDP.
- Metoda je závislá na předchozích odhadech šedé ekonomiky.[14]

## Právní úprava v České republice

### Opatření proti nelegální práci
Do nedávna znalo české právo pouze pojem "nelegální práce", jež ji definovalo jako vykonávání práce pro fyzickou nebo právnickou osobu, která není založena na základě pracovněprávního vztahu nebo jiné smlouvě. To způsobovalo problémy zvláště v sankcionování švarcsystému, kdy postih za jeho výkon mohl udělovat pouze správce daně, a to v případě, že dotčený subjekt zdaňoval své příjmy jako příjmy ze samostatné činnosti, přičemž je měl zdanit jako příjmy ze závislé činnosti. K zásadní změně došlo novelou zákona č. 367/2011 Sb., kterou se mění zákon č. 435/2004 Sb., o zaměstnanosti, ve znění pozdějších předpisů, a další související zákony. Touto novelou se pod pojem nelegální práce zahrnul i švarcsystém a může tak být potrestán odpovídající sankcí (za správní delikt umožnění nelegální práce sankce mezi 250 000 Kč až 10 000 000 Kč).
Vzhledem k závazkům plynoucím ze členství České republiky v Evropské unii byla přijata novela zákona o zaměstnanosti č. 1/2012 Sb., kterou se mění zákon č. 435/2004 Sb., o zaměstnanosti, jejímž cílem je omezit práci na černo a nelegální zaměstnávání cizinců. Tato novela ukládá povinnost právnické nebo fyzické osoby na místě pracoviště uchovávat kopie dokladů prokazujících pracovněprávní vztah, spolu s povinností zaměstnavatelů uchovávat kopie dokladů prokazujících oprávněnost pobytu cizince na našem území, a to po dobu trvání zaměstnání a dokonce ještě po dobu 3 let od skončení zaměstnávání tohoto cizince.

### Opatření proti daňovým únikům
Boj proti daňovým únikům je dlouhodobý proces, v jehož průběhu se neustále přijímá nová legislativa, která by zefektivnila proces výběru daní. Jednou ze zásadních legislativních změn bylo přijetí zákona č. 208/2009 Sb., daňový řád, a vytvoření nové soustavy územních finančních orgánů. Tyto změny mají zefektivnit daňový systém a napomoci potírání daňových úniků, které deformují konkurenční prostředí. Jednou z hlavních priorit pak je boj s daňovými úniky na DPH, které lze považovat za nejrozšířenější a nejzávažnější. Z již účinných opatření bránícím daňovým únikům v oblasti DPH lze uvést režim přenesení daňové povinnosti, který má omezit karuselové podvody. Jeho podstata spočívá v přenesení povinnosti na příjemce plnění přiznat a zaplatit daň na výstupu za uskutečněné zdanitelné plnění s místem plnění v tuzemsku. Dalším krokem v boji proti daňovým únikům bylo zavedení elektronické evidence tržeb, díky níž se každá realizovaná tržba zaznamená u příslušného finančního úřadu, a ten následně tyto informace porovná s daňovým přiznáním obchodníka či při odvodech DPH a snadno zjistí, zda částky v daňovém přiznání jsou správné a nezkreslené.

### Obecná opatření v boji proti šedé ekonomice
Pro aktivity v rámci šedé ekonomiky je typický transfer peněz. Jelikož se jedná o aktivity, které mají zůstat skryty před evidencí státních orgánů, využívá se hotovostního platebního styku, jenž je téměř nemožné vystopovat. Z tohoto důvodu nařídila Evropská unie členským státům přijmutí určitých omezení pro hotovostní platby. Česká republika tak přijala zákon č. 254/2004 Sb., o omezení plateb v hotovosti, který stanovuje, že každý plátce se záměrem poskytnout platbu přesahující částku 270 000 Kč tak musí učinit bezhotovostní formou, a to prostřednictvím osoby oprávněné poskytovat platební služby. Do limitu ve výši 270 000 Kč se započítávají všechny platby v české i cizí měně, provedené týmž poskytovatelem platby témuž příjemci platby v průběhu jednoho kalendářního dne. Subjekty se tak musejí více zveřejňovat před finančními institucemi, které disponují prostředky k odhalení nezákonných příjmů.